# Tratado de Barcelona (1274)
El tratado de Barcelona de 1274 fue una alianza militar concertada entre el rey de Aragón Jaime I y el sultán de Marrakech y Fez Abu Yúsuf, según la cual éste contrataría los servicios de una flota y ejército de mercenarios cristianos para la conquista de la plaza de Ceuta, en aquella época en poder del rey de Granada Muhammad II.

## Contexto
A mediados del siglo XIII el reino de Granada estaba en manos de la dinastía nazarí. Enfrentados con las tropas castellanas de Alfonso X, buscaron la alianza con los Benimerines, que controlaban la mayor parte del actual Marruecos, entregando a éstos las plazas de Algeciras, Tarifa y Gibraltar en pago por su apoyo militar. 
Poco después, las desavenencias entre Nazaríes y Benimerines les llevaron a enfrentarse entre ellos, y ambas partes buscaron entonces la ayuda de los mercenarios cristianos.

## Acuerdos
Según los términos del acuerdo, firmado en Barcelona el 16 de noviembre de 1274, ambas partes se comprometían a:
- El reino de Aragón enviaría 10 naves armadas y 10 galeras, además de otras 30 embarcaciones menores, y 500 caballeros para ayudar al ejército benimerín a conquistar Ceuta.
- El coste del ejército cristiano correría por cuenta de los benimerines, que pagaría 100.000 besantes por el viaje de las tropas, y otros 100.000 anuales durante el tiempo que durase la campaña. Los caballeros cristianos participantes recibirían en pago dos besantes diarios, y los caballos y camellos necesarios durante la contienda.

## Consecuencias
Como resultado del acuerdo, la ciudad de Ceuta fue rendida, y la flota atracada en su puerto destruida. La plaza pasó a estar bajo control de los benimerines.